# Ochthebius crenulatus
Ochthebius crenulatus är en skalbaggsart som beskrevs av Étienne Mulsant och Claudius Rey 1850. Ochthebius crenulatus ingår i släktet Ochthebius och familjen vattenbrynsbaggar. Inga underarter finns listade i Catalogue of Life.